# Fausta Gantús
Fausta Gantús Inurreta (San Francisco de Campeche, 1968) es una historiadora, escritora, poeta e investigadora mexicana, nacida en San Francisco de Campeche, en la península de Yucatán.

## Datos biográficos
Estudió historia en la Universidad Autónoma de Campeche y terminó estudios de maestría y doctorado en historia en El Colegio de México. Fue investigadora de la Casa de Cultura de Campeche y catedrática de la Universidad Autónoma de Campeche. Es miembro fundadora de la Asociación Civil Alternativa Cultural Campechana, así como miembro de la Corresponsalía en Campeche del SCM.
Ha impartido cursos como docente en diversas instituciones de México como la Universidad Nacional  Autónoma de México, la Universidad Autónoma de Campeche así como en el Instituto de Investigaciones Dr. José María Luis Mora; asimismo, es investigadora en el Sistema Nacional de Investigadores (SNI), nivel II. Sus líneas de investigación actuales son historia política mexicana decimonónica, con énfasis en el análisis de prensa, caricatura y elecciones e historia regional, enfocada a los casos de Campeche y Ciudad de México, siglos XIX y XX”.
Forma parte de diversos cuerpos editoriales, colegiados y de evaluación científica y tecnológica y es integrante de varios seminarios y talleres. Ha participado como ponente, conferencista y catedrática en diversos foros e instituciones nacionales e internacionales. Cuenta con una importante obra publicada en México y en el extranjero (Argentina, Colombia, Brasil, Francia y Alemania) que incluye tanto textos especializados como de divulgación.

## Obra publicada
- Legítima existencia. Cuento. 1995
- Crucifícate amor entre mis sábanas. Poesía. 1996
- Los amantes de la luna en el pozo. Cuento. 1997
- Ferrocarril campechano 1900- 1913. Ensayo. 1997
- Testimonio de las aguas. Los días de Opal y Roxanne. Ensayo. 1999
- Las fiestas populares en Campeche: origen, evolución y estado actual. Coedición con  Ubaldo Dzib Can. 1994
- Primeros acercamientos al universo de la medicina tradicional. Coedición con  Ubaldo Dzib Can. 1994
- Construcción de las identidades latinoamericanas : ensayos de historia intelectual siglos XIX y XX. Libro colectivo, editor Colegio de México. 2004
- Campeche. Historia breve, Colmex/FCE. 2015[5]
- Elecciones en el México del siglo XIX. Las prácticas. Instituto Mora. Ensayo. Libro Colectivo. 2016
- Sureste: antología de cuento contemporáneo de la península. Libro colectivo. 2017

## Reconocimientos
- Premio del II Concurso Estatal de Ensayo del Carmen (1993) por: Las fiestas populares en Campeche.
- Primer lugar en el Certamen Regional de Cuento Agustín Monsreal (1995) por Legítima existencia.